# Pokémon Box Ruby & Sapphire
Pokémon Box Ruby & Sapphire, или просто Pokémon Box — игра из серии Pokémon, выпущенная для консоли Nintendo GameCube в 2003 году в Японии, а год спустя в Северной Америке, Австралии и Европе. Североамериканская версия продавалась только в магазине New York Pokémon Center, а также в интернет-магазине, принадлежащем ему. В комплекте с игрой поставлялся кабель Nintendo GameCube Game Boy Advance Cable, предназначенный для соединения консолей GameCube и Game Boy Advance, и карта памяти Memory Card 59. Сейчас она больше не доступна для покупки. В некоторых странах Европы игра продавалась под названием Pokémon Memory Magic (название сменилось из-за проблем с переводом). Европейцы могли получить игру за специальные баллы, участвуя в Программе лояльности Nintendo of Europe, или купить её в составе набора Pokémon Colosseum Mega Pak.
Игра по сути является системой хранения для игр Pokémon c Game Boy Advance, которая позволяет игрокам менять и хранить на карте памяти GameCube покемонов, которых они поймали в Ruby, Sapphire, FireRed, LeafGreen и Emerald. Игроки могут организовывать покемонов или взаимодействовать с ними, например, давать им размножаться. Это доступно и уникальным покемонам — например, существующим в единственном экземпляре, либо паре единственных в своём роде покемонов, либо покемонам, радикально отличающимся от других представителей своего вида. Другая функция игры позволяет игрокам играть на телевизионном экране через GameCube Game Boy Advance Cable. Кроме того, в этом режиме доступна функция создания скриншотов. Существует также режим «Витрина» (англ. Showcase), где игроки могут создавать и просматривать собственные выставки покемонов.

## Возможности игры

Загрузочный экран английской версии игры

Игроки могут сохранять до 1500 покемонов в двадцати пяти боксах ёмкостью по 60 покемонов каждый, и перемещать покемонов между играми Ruby, Sapphire, Emerald, FireRed и LeafGreen. Все покемоны сохраняются на карту памяти GameCube. Специальная версия карты, Ruby and Sapphire Memory Card 59, шла в комплекте с игрой.
Также в комплекте с игрой поставлялся GameCube Game Boy Advance Cable — соединительный кабель, позволяющий переносить покемонов с GBA без необходимости в обмене.
Как только покемон оказывается в боксе, можно вывести всю информацию о нём, используя функцию «Перейти к списку» (англ. Go to List). В появившемся списке будут отображены все изученные покемоном атаки, его первый тренер, ленточки в Соревнованиях, и его уровень. Аналогичная функция была в более ранних играх Pokémon Stadium и Pokémon Stadium 2.
Важно помнить, что некоторые функции Pokémon Box станут доступны только при выполнении определённых условий в портативных играх:

### ВPokémon RubyиSapphire
- Игрок должен получить Покедекс от профессора Бёрча, прежде чем он сможет сохранять покемонов в Pokémon Box.
- В Покедексе должна быть записана информация как минимум о 100 покемонах, прежде чем игрок сможет забирать из Pokémon Box покемонов, которых он туда не сохранял.

### ВPokémon FireRedиLeafGreen
- Игрок должен пройти задание на Островах Севии и провести обмен покемонами с игрой, основанной на регионе Хоэнн, прежде чем он сможет сохранять в Pokémon Box или забирать оттуда любого покемона.
- В Покедексе должна быть записана информация как минимум о 100 покемонах, прежде чем игрок сможет забирать из Pokémon Box покемонов, которых он туда не сохранял.

### ВPokémon Emerald
- Игрок должен иметь данные из Зала Славы и получить Национальный Покедекс, прежде чем он сможет сохранять покемонов в Pokémon Box.
- В Покедексе должна быть записана информация как минимум о 100 покемонах, прежде чем игрок сможет забирать из Pokémon Box покемонов, которых он туда не сохранял.

## Бонусные яйца
Когда определённое количество покемонов переносятся в систему хранения Pokémon Box с одного картриджа, в подарок игроку даётся особое яйцо, из которого потом вылупится новый покемон. ID поймавшего их тренера не важен, важно только то, чтобы все покемоны переносились только с одного и того же картриджа. Покемоны, выращенные в самой системе хранения, в зачёт не идут.

### Покемоны, которые вылупятся из яиц
- Сваблу — выдаётся как приветственный бонус уже на старте.
- Зигзагун — после сохранения 100 покемонов.
- Скитти — после сохранения 500 покемонов.
- Пичу — после сохранения 1499 покемонов.

## Отзывы и популярность
Nintendo позиционировала игру как «самое эксклюзивное программное обеспечение, когда-либо доступное североамериканским фанатам покемонов», но те не посчитали его обязательным к приобретению, вероятно, из-за слишком низкого рейтинга в 50 % на Game Rankings. Крэйг Харрис из IGN дал игре рейтинг «Meh» и оценил её на пять баллов из десяти, однако похвалил интерфейс, сделавший процесс организации покемонов более простым, нежели это было на интерфейсе Ruby и Sapphire. Также он считал игру хорошей покупкой, так как там были включены карта памяти и кабель. Однако «Витрину» он посчитал «ненужной и абсолютно неуместной», так как и без этого в игре есть чем заняться. Он писал: «Она предназначена для настоящего фаната покемонов, но содержит в себе много элементов, которые пригодятся каждому». Allgame дал игре три с половиной звезды из пяти возможных.

## Эмуляция
Pokémon Box может использоваться не только как система хранения покемонов. Также с помощью этой игры можно играть в Pokémon Ruby и Sapphire на GameCube, не подключая к консоли устройство Game Boy Player. Но зато в них нет доступа к сохранённым на консоли покемонам непосредственно через внутриигровой компьютер, в отличие от более поздних Emerald, FireRed и LeafGreen.
Получить доступ к функции воспроизведения этих игр на GameCube можно, выбрав в главном меню пункт «Перейти к приключениям» (англ. Go to Adventure). В настоящее время это единственный официальный способ играть в любую из этих игр на Wii.

## Интересные факты
- Эбсол — единственный из изображённых на упаковке с игрой покемонов, не являющийся легендарным, хотя он также упоминается в легендах о них[~ 2].